# Schausia
Schausia es un  género  de lepidópteros perteneciente a la familia Noctuidae. Es originario de África.

## Especies
- Schausia coryndoni Rothschild, 1896
- Schausia dambuza Kiriakoff, 1975
- Schausia gladiatoria Holland, 1893
- Schausia greenwayiae Stoneham, 1963
- Schausia langazana Kiriakoff, 1974
- Schausia leona Schaus & Clemens, 1893
- Schausia mantatisi Kiriakoff, 1975
- Schausia mkabi Kiriakoff, 1974